# Mark Webber
Mark Alan Webber (født 27. august 1976 i Queanbeyan, Australien) er en australsk racerkører. Han fik sin Formel 1-debut i 2002. Hans bedste samlede slutplacering i F1 verdensmesterskabet er tredjepladser i 2010, 2011 og 2013-sæsonen.
Fra 2014 deltager Mark Webber i Le Mans LMP1 klassen for Porsche, og derved stoppede hans aktive Formel 1-karriere hos Red Bull Racing.

## Formel 1
I sit første Formel 1-løb i Australien i 2002 havde Mark Webber afsluttet sit første løb på en femteplads. Efter 2003 kom han til Jaguar indtil 2004.
Fra 2005 til 2006 kørte han for Williams og i 2007 kom han til Red Bull indtil han stoppede sin Formel 1-karriere.

## Resultater
Webber står noteret for at have deltaget i 217 Formel 1-Grand Prix'er, hvoraf han har vundet de ni. Han er den kører, der har kørt flest løb inden sin første grand prix-sejr (130).

### Resultater over 24 timers løbet i Le Mans
| År   | Klasse | Nummer | Bil                  | Hold         | Co-Drivers                      | Omgange | Position.   | Klasse Position. |
| ---- | ------ | ------ | -------------------- | ------------ | ------------------------------- | ------- | ----------- | ---------------- |
| 1998 | GT1    | 35     | Mercedes-Benz CLK-LM | AMG-Mercedes | Bernd Schneider Klaus Ludwig    | 19      | Udgået.     | Udgået.          |
| 1999 | LMGTP  | 4      | Mercedes-Benz CLR    | AMG-Mercedes | Jean-Marc Gounon Marcel Tiemann |         | Ingen Start | Ingen Start      |
| 2014 | LMP1   | 20     | Porsche 919 Hybrid   | Team Porsche | Timo Bernhard Brendon Hartley   | 346     | Udgået.     | Udgået.          |
| 2015 | LMP1   | 17     | Porsche 919 Hybrid   | Team Porsche | Timo Bernhard Brendon Hartley   | 394     | 2.          | 2.               |